# Żelewski V

Żelewski V

Żelewski V (Zelewski, Zalewski, Zaleski, Dołęga odmienny) – pruski herb szlachecki, według Przemysława Pragerta odmiana herbu Dołęga.

## Opis herbu
Opis z wykorzystaniem zasad blazonowania, zaproponowanych przez Alfreda Znamierowskiego: 

W polu czerwonym z bordiurą złotą takaż podkowa z takąż strzałą na opak między ocelami. Bezpośrednio na tarczy korona z której klejnot: skrzydło czarne w lewo, przeszyte strzałą w lewo. Labrów brak, tarczę podtrzymuje rycerz w zbroi z kopią w ręku, całość na postumencie w kształcie płyty kamiennej.

## Najwcześniejsze wzmianki
Witraż z 1821 w zamku malborskim.

## Rodzina Żelewski
Herb używany przez rodzinę von Zelewski (Zalewski) z okolic Starogardu Gdańskiego lub z Gorzuchowa w ziemi chełmińskiej. Prawdopodobnie nie mieli nic wspólnego z kaszubskimi Zelewskimi, być może pochodzą od Zalewskich (Zaleskich) z łęczyckiego.

## Herbowni
Zelewski (Zalewski).
Rodzina kaszubska tego samego nazwiska, z przydomkiem Bach, pieczętowała się herbem Żelewski, gałąź tej rodziny z Paraszyna używała herbu Żelewski II. Gałąź tej samej rodziny z Siemirowic używała herbu Żelewski III. Inni Zelewscy, osiadli w Prusach Wschodnich, używali herbu Żelewski IV. Z nazwiskiem tym skojarzono też herb Żelewski VI, ale nie wiadomo, czy nie jest to błąd (miał on należeć do pewnego Żelewskiego z Paraszyna, ale różni się znacznie od potwierdzonych herbów Żelewskich z Paraszyna).